# Chicletinho
Chicletinho é uma música interpretada pela dupla Dolls. Foi lançado como segundo single do álbum homônimo da dupla e também fez parte da trilha sonora da novela teen Malhação.

## Sobre a Música
A música Chicletinho fez parte da trilha sonora da novela Malhação, da Rede Globo, como tema da personagem Norma Jean, interpretada pela atriz Jéssika Alves.
A Dolls traz também a dança de Chicletinho como diferencial e quem fica a frente das coreografias é o coreógrafo Allan Chilleno.
Chicletinho foi a música mais divulgada da Dolls, o single de mais sucesso da dupla.
Em entrevista ao Portal PopLine da MTV a dupla falou sobre o fato da canção estar na trilha sonora da novela teen Malhação: 
| “ | "Sabíamos que a música entraria no CD de trilha sonora da novela, e isso já nos deixou superfelizes!! De repente começamos a receber mensagens de fãs via MySpace e Orkut dando os parabéns por “Chicletinho” estar na novela. Na hora achamos que eles estavam confundindo nossa música com de alguma outra banda e resolvemos parar um dia pra assistir a Malhação. Quando a música começou a tocar, foi uma felicidade total!! A Grazy começou a chorar, ligamos para todos os amigos e familiares dizendo: coloca na Globo, nossa música ta na Malhação!!" | ” |

.